# Henri de Dianous de la Perrotine
Pour les articles homonymes, voir Dianous de la Perrotine.
Joseph Gabriel Henri de Dianous de la Perrotine, né le 23 juillet 1845 à Serignan-du-Comtat et mort assassiné à Bir el-Garama le 16 février 1881, est un explorateur français.

## Biographie
Petit-fils d'Alexandre César Hilarion de La Perrotine , il entre dans l’armée en 1867. Sous-lieutenant (1871) puis lieutenant (1874), il est adjoint au bureau arabe de Laghouat en 1879-1880. En 1881, Paul Flatters lui demande de l’accompagner dans son expédition au Sahara. Il est assassiné par les Touareg, avec tous ses compagnons, sur la route de Ouargla. 
Jules Verne le mentionne dans son roman Mathias Sandorf (partie 5, chapitre IV).